# Gösta Hamilton
Gustaf (Gösta) Patrik Hamilton, född 5 januari 1883 i Svea Livgardes församling i Stockholm, död 22 juni 1932 i Oscars församling i Stockholm, allmänt känd som "Kattgreven", var en svensk adelsman (ätten Hamilton). Hamilton relegerades 1906 från Uppsala universitet för ett uppmärksammat fall av djurplågeri.
Gösta Hamilton var känd som frispråkig och slagfärdig, och bekant för sina lustiga men ibland oförsynta upptåg.
Tillsammans med studenterna greve Claës Adam Lewenhaupt, Georg Alexander Sjöcrona, Hemming Gadd och Sven Pousette hetsade Hamilton i sin bostad på Järnbrogatan 10 i Uppsala två taxar på en hankatt, som efter en utdragen kamp slets i stycken av hundarna. En kokerska som försökte ingripa hindrades av de berusade adelsyngligarna, men polisanmälde senare händelsen. Uppsala rådhusrätt fann att Hamilton "i behandlingen av merberörda kattdjur visat en uppenbar grymhet".
Händelsen ledde till ett stort antal artiklar i pressen, flera nidvisor, och bildandet av en djurskyddsförening. Allmänheten upprördes bland annat över att Hamilton var hunddomare.
Händelsen användes 1915 som en del av underlaget för stumfilmen Patriks äventyr. På Nils von Dardels målning John Blund (1927) ses Kattgreven gå i armkrok med mästerkatten i stövlar. Gösta Hamilton förevisar också vissa likheter med Greve Patt i Alf Crohns humoristiska roman Greve Patts äventyr, då båda får öknamnet Kattgreven efter att ha misshandlat en katt. 
Gösta Hamilton var enda barnet till överste William Hamilton och Therèse Reuterswärd och dotterson till hovmarskalken Patric Reuterswärd. Han tog mogenhetsexamen 1903, och var året efter volontär vid andra skvadronen hos Livgardet till häst i Stockholm.